# Okroschka

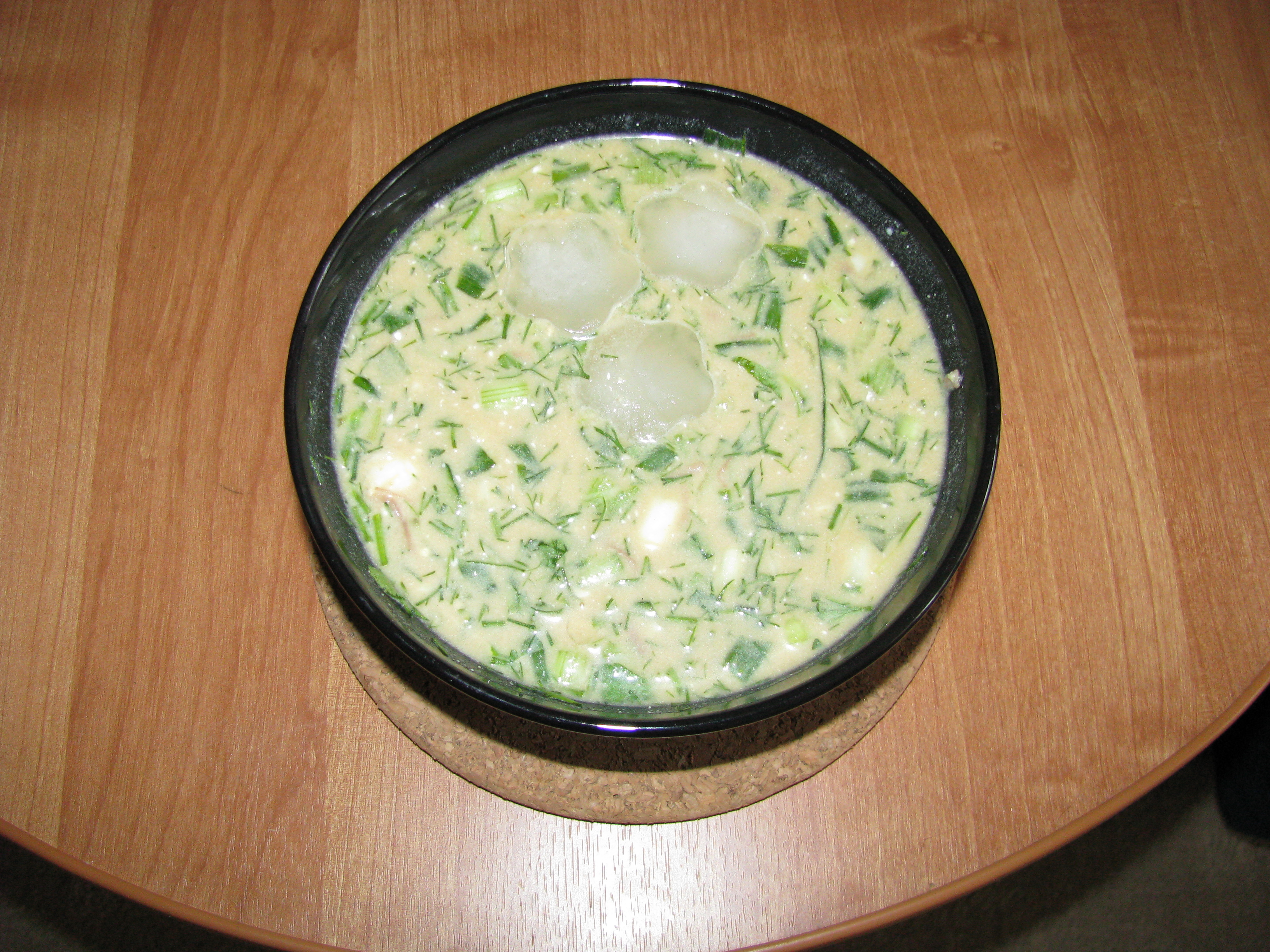
Okroschka

Okroschka (russisch окрошка, von крошить, krümeln) ist eine in Russland verbreitete kalte Suppe.
Die Suppe wird aus Kwas, Wurst (Lyoner), hartgekochtem Ei, Radieschen, Kartoffel, Petersilie, Schnittlauch, Dill und Gurke zubereitet. Sie wird meistens mit scharfem Senf, Essig, Pfeffer und Salz gewürzt. Es gibt auch eine Zubereitungsart, bei der sie  mit Sauerrahm (wahlweise auch Schmand und Wasser, Buttermilch oder Kefir) vermischt wird.